# 白果河水库
白果河水库是中国湖北省随州市境内的一座水库，位于府河上游支流损水上，建于1971年。水库正常库容为2638万立方米，集雨面积为60平方千米，海拔为101米。